# Setmana Internacional de Coppi i Bartali 2017
La Setmana Internacional de Coppi i Bartali 2017 va ser la 32a edició de la cursa ciclista Setmana Internacional de Coppi i Bartali. Es disputà entre el 23 i el 26 de març de 2017, amb un recorregut de 572,5 km repartits entre quatre etapes, la primera d'elles dividida en dos sectors. La cursa formava part de l'UCI Europa Tour 2017, amb una categoria 2.1.
El vencedor final fou el francès Lilian Calmejane (Direct Énergie), que superà per tan sols setze segons al letó Toms Skujiņš (Cannondale-Drapac) i en 31 a l'espanyol Jaime Rosón (Caja Rural-Seguros RGA). Calmejane aconseguí la victòria final en la darrera etapa, quan es presentà a meta amb 22" sobre el fins aleshores líder, Skujiņš.

## Equips
25 equips van prendre la sortida en aquesta edició:
| WorldTeams (3)- Cannondale-Drapac - Dimension Data - Sky Equips continentals professionals (9)- Androni Giocattoli - Bardiani CSF - Caja Rural-Seguros RGA - CCC Sprandi Polkowice - Direct Énergie - Fortuneo-Vital Concept - Gazprom-RusVelo - Nippo-Vini Fantini - Wilier Triestina-Selle Italia Equips continentals (12)- Amore & Vita-Selle SMP-Fondriest - Bicicletas Strongman - D'Amico-Utensilnord - GM Europa Ovini - Kolss - Lokosphinx - Minsk Cycling Club - Sangemini-MG.Kvis - Synergy Baku Project - Tirol - Unieuro Trevigiani-Hemus 1896 - Wiggins Equip nacional- Itàlia |
| |

## Etapes
| Etapa      | Data       | Ciutats d'etapa                 | type                      | Distància (km) | Vencedor de l'etapa   | Líder de la general |
| ---------- | ---------- | ------------------------------- | ------------------------- | -------------- | --------------------- | ------------------- |
| 1a a etapa | 23 de març | Gatì – Gatì                     | etapa accidentada         | 97,8           | Laurent Pichon        | Laurent Pichon      |
| 1a b etapa | 23 de març | Gatteo a Mare – Gatì            | contrarellotge per equips | 13,3           | CCC Sprandi Polkowice | Lilian Calmejane    |
| 2a etapa   | 24 de març | Riccione – Sogliano al Rubicone | etapa accidentada         | 130            | Toms Skujiņš          | Toms Skujiņš        |
| 3a etapa   | 25 de març | Crevalcore – Crevalcore         | etapa plana               | 171,4          | Thomas Boudat         | Toms Skujiņš        |
| 4a etapa   | 26 de març | Fiorano Modenese – Sassuolo     | etapa accidentada         | 160            | Lilian Calmejane      | Lilian Calmejane    |

### 1a etapa A
| \| Classificació de l'etapa \| Classificació de l'etapa \| Classificació de l'etapa \| Classificació de l'etapa \| Classificació de l'etapa \| \| Corredor \| Corredor \| Equip \| Temps \| \| \| ------------------------ \| ------------------------ \| --------------------------- \| ------------------------ \| ------------------------ \| \| 1r \| Laurent Pichon \| Fortuneo-Vital Concept \| 2h 08' 34" \| \| \| 2n \| Lilian Calmejane \| Direct Énergie \| + 0" \| \| \| 3r \| Elia Viviani \| Team Sky \| + 19" \| \| \| 4t \| Matteo Malucelli \| Androni-Sidermec-Bottecchia \| + 19" \| \| \| 5è \| Marco Canola \| Nippo-Vini Fantini \| + 19" \| \| \| 6è \| František Sisr \| CCC Sprandi Polkowice \| + 19" \| \| \| 7è \| Ryan Gibbons \| Dimension Data \| + 19" \| \| \| 8è \| Filippo Fortin \| Tirol Cycling Team \| + 19" \| \| \| 9è \| Armindo Fonseca \| Fortuneo-Vital Concept \| + 19" \| \| \| 10è \| Toms Skujiņš \| Cannondale-Drapac \| + 19" \| \| |                  |                             |            |
| |                  |                             |            |
| Font: ProCyclingStats |                  |                             |            |
| Classificació de l'etapa |                  |                             |            |
| Corredor | Corredor         | Equip                       | Temps      |
| 1r | Laurent Pichon   | Fortuneo-Vital Concept      | 2h 08' 34" |
| 2n | Lilian Calmejane | Direct Énergie              | + 0"       |
| 3r | Elia Viviani     | Team Sky                    | + 19"      |
| 4t | Matteo Malucelli | Androni-Sidermec-Bottecchia | + 19"      |
| 5è | Marco Canola     | Nippo-Vini Fantini          | + 19"      |
| 6è | František Sisr   | CCC Sprandi Polkowice       | + 19"      |
| 7è | Ryan Gibbons     | Dimension Data              | + 19"      |
| 8è | Filippo Fortin   | Tirol Cycling Team          | + 19"      |
| 9è | Armindo Fonseca  | Fortuneo-Vital Concept      | + 19"      |
| 10è | Toms Skujiņš     | Cannondale-Drapac           | + 19"      |

| \| Classificació general \| Classificació general \| Classificació general \| Classificació general \| Classificació general \| \| Corredor \| Corredor \| Equip \| Temps \| \| \| --------------------- \| --------------------- \| --------------------------- \| --------------------- \| --------------------- \| \| 1r \| Laurent Pichon \| Fortuneo-Vital Concept \| 2h 08' 28" \| \| \| 2n \| Lilian Calmejane \| Direct Énergie \| + 2" \| \| \| 3r \| Elia Viviani \| Team Sky \| + 23" \| \| \| 4t \| Matteo Malucelli \| Androni-Sidermec-Bottecchia \| + 25" \| \| \| 5è \| Marco Canola \| Nippo-Vini Fantini \| + 25" \| \| \| 6è \| František Sisr \| CCC Sprandi Polkowice \| + 25" \| \| \| 7è \| Ryan Gibbons \| Dimension Data \| + 25" \| \| \| 8è \| Filippo Fortin \| Tirol Cycling Team \| + 25" \| \| \| 9è \| Armindo Fonseca \| Fortuneo-Vital Concept \| + 25" \| \| \| 10è \| Toms Skujiņš \| Cannondale-Drapac \| + 25" \| \| |                  |                             |            |
| |                  |                             |            |
| Font: ProCyclingStats |                  |                             |            |
| Classificació general |                  |                             |            |
| Corredor | Corredor         | Equip                       | Temps      |
| 1r | Laurent Pichon   | Fortuneo-Vital Concept      | 2h 08' 28" |
| 2n | Lilian Calmejane | Direct Énergie              | + 2"       |
| 3r | Elia Viviani     | Team Sky                    | + 23"      |
| 4t | Matteo Malucelli | Androni-Sidermec-Bottecchia | + 25"      |
| 5è | Marco Canola     | Nippo-Vini Fantini          | + 25"      |
| 6è | František Sisr   | CCC Sprandi Polkowice       | + 25"      |
| 7è | Ryan Gibbons     | Dimension Data              | + 25"      |
| 8è | Filippo Fortin   | Tirol Cycling Team          | + 25"      |
| 9è | Armindo Fonseca  | Fortuneo-Vital Concept      | + 25"      |
| 10è | Toms Skujiņš     | Cannondale-Drapac           | + 25"      |

### 1a etapa B
| \| Classificació de l'etapa \| Classificació de l'etapa \| Classificació de l'etapa \| Classificació de l'etapa \| Classificació de l'etapa \| Classificació de l'etapa \| \| Equip \| Equip \| Temps \| Diferència de temps \| Velocitat \| \| \| ------------------------ \| ------------------------ \| ------------------------ \| ------------------------ \| ------------------------ \| ------------------------ \| \| 1r \| CCC Sprandi Polkowice \| 14' 57" \| 14' 57" \| 53.378 km/h \| \| \| 2n \| Sky \| 14' 59" \| + 2" \| 53.259 km/h \| \| \| 3r \| Direct Énergie \| 15' 10" \| + 13" \| 52.615 km/h \| \| \| 4t \| Dimension Data \| 15' 12" \| + 15" \| 52.500 km/h \| \| \| 5è \| Androni Giocattoli \| 15' 14" \| + 17" \| 52.385 km/h \| \| \| 6è \| Cannondale-Drapac \| 15' 14" \| + 17" \| 52.385 km/h \| \| \| 7è \| CCC Sprandi Polkowice \| 15' 20" \| + 23" \| 52.043 km/h \| \| \| 8è \| Sangemini-MG.Kvis \| 15' 25" \| + 28" \| 51.762 km/h \| \| \| 9è \| Androni Giocattoli \| 15' 26" \| + 29" \| 51.706 km/h \| \| \| 10è \| Lokosphinx \| 15' 26" \| + 29" \| 51.706 km/h \| \| |                       |         |                     |             |
| |                       |         |                     |             |
| Font: ProCyclingStats |                       |         |                     |             |
| Classificació de l'etapa |                       |         |                     |             |
| Equip | Equip                 | Temps   | Diferència de temps | Velocitat   |
| 1r | CCC Sprandi Polkowice | 14' 57" | 14' 57"             | 53.378 km/h |
| 2n | Sky                   | 14' 59" | + 2"                | 53.259 km/h |
| 3r | Direct Énergie        | 15' 10" | + 13"               | 52.615 km/h |
| 4t | Dimension Data        | 15' 12" | + 15"               | 52.500 km/h |
| 5è | Androni Giocattoli    | 15' 14" | + 17"               | 52.385 km/h |
| 6è | Cannondale-Drapac     | 15' 14" | + 17"               | 52.385 km/h |
| 7è | CCC Sprandi Polkowice | 15' 20" | + 23"               | 52.043 km/h |
| 8è | Sangemini-MG.Kvis     | 15' 25" | + 28"               | 51.762 km/h |
| 9è | Androni Giocattoli    | 15' 26" | + 29"               | 51.706 km/h |
| 10è | Lokosphinx            | 15' 26" | + 29"               | 51.706 km/h |

| \| Classificació general \| Classificació general \| Classificació general \| Classificació general \| Classificació general \| \| Corredor \| Corredor \| Equip \| Temps \| \| \| --------------------- \| --------------------- \| ---------------------- \| --------------------- \| --------------------- \| \| 1r \| Lilian Calmejane \| Direct Énergie \| 2h 23' 40" \| \| \| 2n \| Elia Viviani \| Team Sky \| + 10" \| \| \| 3r \| Adrian Kurek \| CCC Sprandi Polkowice \| + 10" \| \| \| 4t \| Jan Tratnik \| CCC Sprandi Polkowice \| + 10" \| \| \| 5è \| Tao Geoghegan Hart \| Team Sky \| + 12" \| \| \| 6è \| Ian Boswell \| Team Sky \| + 12" \| \| \| 7è \| Laurent Pichon \| Fortuneo-Vital Concept \| + 19" \| \| \| 8è \| Romain Sicard \| Direct Énergie \| + 23" \| \| \| 9è \| Ryan Gibbons \| Dimension Data \| + 25" \| \| \| 10è \| Omar Fraile Matarranz \| Dimension Data \| + 25" \| \| |                       |                        |            |
| |                       |                        |            |
| Font: ProCyclingStats |                       |                        |            |
| Classificació general |                       |                        |            |
| Corredor | Corredor              | Equip                  | Temps      |
| 1r | Lilian Calmejane      | Direct Énergie         | 2h 23' 40" |
| 2n | Elia Viviani          | Team Sky               | + 10"      |
| 3r | Adrian Kurek          | CCC Sprandi Polkowice  | + 10"      |
| 4t | Jan Tratnik           | CCC Sprandi Polkowice  | + 10"      |
| 5è | Tao Geoghegan Hart    | Team Sky               | + 12"      |
| 6è | Ian Boswell           | Team Sky               | + 12"      |
| 7è | Laurent Pichon        | Fortuneo-Vital Concept | + 19"      |
| 8è | Romain Sicard         | Direct Énergie         | + 23"      |
| 9è | Ryan Gibbons          | Dimension Data         | + 25"      |
| 10è | Omar Fraile Matarranz | Dimension Data         | + 25"      |

### 2a etapa
| \| Classificació de l'etapa \| Classificació de l'etapa \| Classificació de l'etapa \| Classificació de l'etapa \| Classificació de l'etapa \| \| Corredor \| Corredor \| Equip \| Temps \| \| \| ------------------------ \| ------------------------ \| -------------------------------- \| ------------------------ \| ------------------------ \| \| 1r \| Toms Skujiņš \| Cannondale-Drapac \| 3h 31' 26" \| \| \| 2n \| Arnold Jeannesson \| Fortuneo-Vital Concept \| + 7" \| \| \| 3r \| Matteo Busato \| Wilier Triestina-Selle Italia \| + 7" \| \| \| 4t \| Jaime Rosón García \| Caja Rural-Seguros RGA \| + 7" \| \| \| 5è \| Eduardo Sepúlveda \| Fortuneo-Vital Concept \| + 7" \| \| \| 6è \| Egan Bernal Gómez \| Androni-Sidermec-Bottecchia \| + 7" \| \| \| 7è \| Kiril Pozdniakov \| Synergy Baku Cycling Project \| + 7" \| \| \| 8è \| Danilo Celano \| Amore & Vita-Selle SMP-Fondriest \| + 7" \| \| \| 9è \| Rodolfo Torres Agudelo \| Androni-Sidermec-Bottecchia \| + 14" \| \| \| 10è \| Mauro Finetto \| Itàlia \| + 26" \| \| |                        |                                  |            |
| |                        |                                  |            |
| Font: ProCyclingStats |                        |                                  |            |
| Classificació de l'etapa |                        |                                  |            |
| Corredor | Corredor               | Equip                            | Temps      |
| 1r | Toms Skujiņš           | Cannondale-Drapac                | 3h 31' 26" |
| 2n | Arnold Jeannesson      | Fortuneo-Vital Concept           | + 7"       |
| 3r | Matteo Busato          | Wilier Triestina-Selle Italia    | + 7"       |
| 4t | Jaime Rosón García     | Caja Rural-Seguros RGA           | + 7"       |
| 5è | Eduardo Sepúlveda      | Fortuneo-Vital Concept           | + 7"       |
| 6è | Egan Bernal Gómez      | Androni-Sidermec-Bottecchia      | + 7"       |
| 7è | Kiril Pozdniakov       | Synergy Baku Cycling Project     | + 7"       |
| 8è | Danilo Celano          | Amore & Vita-Selle SMP-Fondriest | + 7"       |
| 9è | Rodolfo Torres Agudelo | Androni-Sidermec-Bottecchia      | + 14"      |
| 10è | Mauro Finetto          | Itàlia                           | + 26"      |

| \| Classificació general \| Classificació general \| Classificació general \| Classificació general \| Classificació general \| \| Corredor \| Corredor \| Equip \| Temps \| \| \| --------------------- \| ---------------------- \| --------------------------- \| --------------------- \| --------------------- \| \| 1r \| Toms Skujiņš \| Cannondale-Drapac \| 5h 55' 23" \| \| \| 2n \| Lilian Calmejane \| Direct Énergie \| + 16" \| \| \| 3r \| Egan Bernal Gómez \| Androni-Sidermec-Bottecchia \| + 17" \| \| \| 4t \| Rodolfo Torres Agudelo \| Androni-Sidermec-Bottecchia \| + 24" \| \| \| 5è \| Jaime Rosón García \| Caja Rural-Seguros RGA \| + 37" \| \| \| 6è \| Arnold Jeannesson \| Fortuneo-Vital Concept \| + 52" \| \| \| 7è \| Marco Canola \| Nippo-Vini Fantini \| + 55" \| \| \| 8è \| Mauro Finetto \| Itàlia \| + 1' 03" \| \| \| 9è \| Manuel Senni \| Itàlia \| + 1' 10" \| \| \| 10è \| Ian Boswell \| Team Sky \| + 1' 10" \| \| |                        |                             |            |
| |                        |                             |            |
| Font: ProCyclingStats |                        |                             |            |
| Classificació general |                        |                             |            |
| Corredor | Corredor               | Equip                       | Temps      |
| 1r | Toms Skujiņš           | Cannondale-Drapac           | 5h 55' 23" |
| 2n | Lilian Calmejane       | Direct Énergie              | + 16"      |
| 3r | Egan Bernal Gómez      | Androni-Sidermec-Bottecchia | + 17"      |
| 4t | Rodolfo Torres Agudelo | Androni-Sidermec-Bottecchia | + 24"      |
| 5è | Jaime Rosón García     | Caja Rural-Seguros RGA      | + 37"      |
| 6è | Arnold Jeannesson      | Fortuneo-Vital Concept      | + 52"      |
| 7è | Marco Canola           | Nippo-Vini Fantini          | + 55"      |
| 8è | Mauro Finetto          | Itàlia                      | + 1' 03"   |
| 9è | Manuel Senni           | Itàlia                      | + 1' 10"   |
| 10è | Ian Boswell            | Team Sky                    | + 1' 10"   |

### 3a etapa
| \| Classificació de l'etapa \| Classificació de l'etapa \| Classificació de l'etapa \| Classificació de l'etapa \| Classificació de l'etapa \| \| Corredor \| Corredor \| Equip \| Temps \| \| \| ------------------------ \| ------------------------ \| ------------------------ \| ------------------------ \| ------------------------ \| \| 1r \| Thomas Boudat \| Direct Énergie \| 3h 57' 50" \| \| \| 2n \| Alan Banaszek \| CCC Sprandi Polkowice \| + 0" \| \| \| 3r \| William Clarke \| Cannondale-Drapac \| + 0" \| \| \| 4t \| Armindo Fonseca \| Fortuneo-Vital Concept \| + 0" \| \| \| 5è \| Toms Skujiņš \| Cannondale-Drapac \| + 0" \| \| \| 6è \| Maxime Bouet \| Fortuneo-Vital Concept \| + 0" \| \| \| 7è \| Stanislau Bajkou \| Minsk Cycling Club \| + 0" \| \| \| 8è \| Justin Oien \| Caja Rural-Seguros RGA \| + 0" \| \| \| 9è \| Niccolò Salvietti \| Sangemini-MG.Kvis \| + 0" \| \| \| 10è \| Lilian Calmejane \| Direct Énergie \| + 0" \| \| |                   |                        |            |
| |                   |                        |            |
| Font: ProCyclingStats |                   |                        |            |
| Classificació de l'etapa |                   |                        |            |
| Corredor | Corredor          | Equip                  | Temps      |
| 1r | Thomas Boudat     | Direct Énergie         | 3h 57' 50" |
| 2n | Alan Banaszek     | CCC Sprandi Polkowice  | + 0"       |
| 3r | William Clarke    | Cannondale-Drapac      | + 0"       |
| 4t | Armindo Fonseca   | Fortuneo-Vital Concept | + 0"       |
| 5è | Toms Skujiņš      | Cannondale-Drapac      | + 0"       |
| 6è | Maxime Bouet      | Fortuneo-Vital Concept | + 0"       |
| 7è | Stanislau Bajkou  | Minsk Cycling Club     | + 0"       |
| 8è | Justin Oien       | Caja Rural-Seguros RGA | + 0"       |
| 9è | Niccolò Salvietti | Sangemini-MG.Kvis      | + 0"       |
| 10è | Lilian Calmejane  | Direct Énergie         | + 0"       |

| \| Classificació general \| Classificació general \| Classificació general \| Classificació general \| Classificació general \| \| Corredor \| Corredor \| Equip \| Temps \| \| \| --------------------- \| ---------------------- \| --------------------------- \| --------------------- \| --------------------- \| \| 1r \| Toms Skujiņš \| Cannondale-Drapac \| 9h 53' 13" \| \| \| 2n \| Lilian Calmejane \| Direct Énergie \| + 16" \| \| \| 3r \| Jaime Rosón García \| Caja Rural-Seguros RGA \| + 37" \| \| \| 4t \| Egan Bernal Gómez \| Androni-Sidermec-Bottecchia \| + 54" \| \| \| 5è \| Rodolfo Torres Agudelo \| Androni-Sidermec-Bottecchia \| + 1' 01" \| \| \| 6è \| Ian Boswell \| Team Sky \| + 1' 10" \| \| \| 7è \| Romain Sicard \| Direct Énergie \| + 1' 21" \| \| \| 8è \| Marco Canola \| Nippo-Vini Fantini \| + 1' 32" \| \| \| 9è \| Florian Vachon \| Fortuneo-Vital Concept \| + 1' 39" \| \| \| 10è \| Merhawi Kudus \| Dimension Data \| + 2' 00" \| \| |                        |                             |            |
| |                        |                             |            |
| Font: ProCyclingStats |                        |                             |            |
| Classificació general |                        |                             |            |
| Corredor | Corredor               | Equip                       | Temps      |
| 1r | Toms Skujiņš           | Cannondale-Drapac           | 9h 53' 13" |
| 2n | Lilian Calmejane       | Direct Énergie              | + 16"      |
| 3r | Jaime Rosón García     | Caja Rural-Seguros RGA      | + 37"      |
| 4t | Egan Bernal Gómez      | Androni-Sidermec-Bottecchia | + 54"      |
| 5è | Rodolfo Torres Agudelo | Androni-Sidermec-Bottecchia | + 1' 01"   |
| 6è | Ian Boswell            | Team Sky                    | + 1' 10"   |
| 7è | Romain Sicard          | Direct Énergie              | + 1' 21"   |
| 8è | Marco Canola           | Nippo-Vini Fantini          | + 1' 32"   |
| 9è | Florian Vachon         | Fortuneo-Vital Concept      | + 1' 39"   |
| 10è | Merhawi Kudus          | Dimension Data              | + 2' 00"   |

### 4a etapa
| \| Classificació de l'etapa \| Classificació de l'etapa \| Classificació de l'etapa \| Classificació de l'etapa \| Classificació de l'etapa \| \| Corredor \| Corredor \| Equip \| Temps \| \| \| ------------------------ \| ------------------------ \| ----------------------------- \| ------------------------ \| ------------------------ \| \| 1r \| Lilian Calmejane \| Direct Énergie \| 3h 44' 32" \| \| \| 2n \| Rodolfo Torres Agudelo \| Androni-Sidermec-Bottecchia \| + 0" \| \| \| 3r \| Florian Vachon \| Fortuneo-Vital Concept \| + 0" \| \| \| 4t \| Matteo Busato \| Wilier Triestina-Selle Italia \| + 0" \| \| \| 5è \| Nicola Gaffurini \| Sangemini-MG.Kvis \| + 0" \| \| \| 6è \| Jaime Rosón García \| Caja Rural-Seguros RGA \| + 0" \| \| \| 7è \| Kiril Pozdniakov \| Synergy Baku Cycling Project \| + 0" \| \| \| 8è \| Mattia Cattaneo \| Androni-Sidermec-Bottecchia \| + 0" \| \| \| 9è \| Egan Bernal Gómez \| Androni-Sidermec-Bottecchia \| + 0" \| \| \| 10è \| Ian Boswell \| Team Sky \| + 0" \| \| |                        |                               |            |
| |                        |                               |            |
| Font: ProCyclingStats |                        |                               |            |
| Classificació de l'etapa |                        |                               |            |
| Corredor | Corredor               | Equip                         | Temps      |
| 1r | Lilian Calmejane       | Direct Énergie                | 3h 44' 32" |
| 2n | Rodolfo Torres Agudelo | Androni-Sidermec-Bottecchia   | + 0"       |
| 3r | Florian Vachon         | Fortuneo-Vital Concept        | + 0"       |
| 4t | Matteo Busato          | Wilier Triestina-Selle Italia | + 0"       |
| 5è | Nicola Gaffurini       | Sangemini-MG.Kvis             | + 0"       |
| 6è | Jaime Rosón García     | Caja Rural-Seguros RGA        | + 0"       |
| 7è | Kiril Pozdniakov       | Synergy Baku Cycling Project  | + 0"       |
| 8è | Mattia Cattaneo        | Androni-Sidermec-Bottecchia   | + 0"       |
| 9è | Egan Bernal Gómez      | Androni-Sidermec-Bottecchia   | + 0"       |
| 10è | Ian Boswell            | Team Sky                      | + 0"       |

## Classificació final
| \| Classificació general \| Classificació general \| Classificació general \| Classificació general \| Classificació general \| \| Corredor \| Corredor \| Equip \| Temps \| \| \| --------------------- \| ---------------------- \| ---------------------------- \| --------------------- \| --------------------- \| \| 1r \| Lilian Calmejane \| Direct Énergie \| 13h 37' 51" \| \| \| 2n \| Toms Skujiņš \| Cannondale-Drapac \| + 16" \| \| \| 3r \| Egan Bernal Gómez \| Androni-Sidermec-Bottecchia \| + 48" \| \| \| 5è \| Rodolfo Torres Agudelo \| Androni-Sidermec-Bottecchia \| + 49" \| \| \| 6è \| Ian Boswell \| Team Sky \| + 1' 04" \| \| \| 7è \| Florian Vachon \| Fortuneo-Vital Concept \| + 1' 29" \| \| \| 8è \| Romain Sicard \| Direct Énergie \| + 1' 37" \| \| \| 9è \| Kiril Pozdniakov \| Synergy Baku Cycling Project \| + 1' 54" \| \| \| 10è \| Nicola Gaffurini \| Sangemini-MG.Kvis \| + 2' 04" \| \| |                        |                              |             |
| |                        |                              |             |
| Fonts: ProCyclingStats Cycling Quotient Cycling Archives |                        |                              |             |
| Classificació general |                        |                              |             |
| Corredor | Corredor               | Equip                        | Temps       |
| 1r | Lilian Calmejane       | Direct Énergie               | 13h 37' 51" |
| 2n | Toms Skujiņš           | Cannondale-Drapac            | + 16"       |
| 3r | Egan Bernal Gómez      | Androni-Sidermec-Bottecchia  | + 48"       |
| 5è | Rodolfo Torres Agudelo | Androni-Sidermec-Bottecchia  | + 49"       |
| 6è | Ian Boswell            | Team Sky                     | + 1' 04"    |
| 7è | Florian Vachon         | Fortuneo-Vital Concept       | + 1' 29"    |
| 8è | Romain Sicard          | Direct Énergie               | + 1' 37"    |
| 9è | Kiril Pozdniakov       | Synergy Baku Cycling Project | + 1' 54"    |
| 10è | Nicola Gaffurini       | Sangemini-MG.Kvis            | + 2' 04"    |

## Evolució de les classificacions
| Etapa                  | Vencedor               | Classificació general | Classificació per punts | Classificació de la muntanya | Classificació dels joves | Classificació per equips |
| ---------------------- | ---------------------- | --------------------- | ----------------------- | ---------------------------- | ------------------------ | ------------------------ |
| 1a                     | Laurent Pichon         | Laurent Pichon        | Laurent Pichon          | Sebastian Schönberger        | Ryan Gibbons             | Fortuneo-Vital Concept   |
| 1b                     | CCC Sprandi Polkowice  | Lilian Calmejane      | Laurent Pichon          | Sebastian Schönberger        | Tao Geoghegan Hart       | CCC Sprandi Polkowice    |
| 2                      | Toms Skujiņš           | Toms Skujiņš          | Toms Skujiņš            | Brice Feillu                 | Egan Bernal              | Fortuneo-Vital Concept   |
| 3                      | Thomas Boudat          | Toms Skujiņš          | Toms Skujiņš            | Brice Feillu                 | Egan Bernal              | Fortuneo-Vital Concept   |
| 4                      | Lilian Calmejane       | Lilian Calmejane      | Lilian Calmejane        | Danilo Celano                | Egan Bernal              | Fortuneo-Vital Concept   |
| Classificacions finals | Classificacions finals | Lilian Calmejane      | Lilian Calmejane        | Danilo Celano                | Egan Bernal              | Fortuneo-Vital Concept   |